# یواس‌اس دیمون کامینگز (دی‌ای-۷۵۶)
یواس‌اس دیمون کامینگز (دی‌ای-۷۵۶) (به انگلیسی: USS Damon Cummings (DE-756)) یک کشتی بود که طول آن ۳۰۶ فوت (۹۳ متر) بود.